# Masters de 2022
El Masters de 2022 (conocido en inglés y por motivos de patrocinio como 2022 Cazoo Masters) fue un torneo de snooker, profesional y de invitación, que se celebró entre el 9 y el 16 de enero en el Alexandra Palace de la ciudad inglesa de Londres. Fue la cuadragésima octava edición del Masters, organizado por primera vez en 1975, y la segunda cita de la temporada 2021-22 de las tres que componen la Triple Corona, después del Campeonato del Reino Unido de 2021 y sucedida por el Campeonato Mundial de Snooker de 2022. La BBC y Eurosport retransmitieron en Europa el torneo, que contó con el patrocinio de Cazoo, empresa dedicada a la reventa de automóviles.
Se invitó a participar en el torneo a los jugadores situados entre las primeras dieciséis posiciones del ranking mundial tal y como quedó al cabo del Campeonato del Reino Unido. Algunos jugadores mostraron su desacuerdo con la fecha de corte elegida, pues Luca Brecel, que se había colado entre los dieciséis mejores gracias a su triunfo en el Abierto de Escocia de 2021 de diciembre, no se clasificó, pues aquel torneo se celebró después del Campeonato del Reino Unido. También quedó fuera Ding Junhui, que había hilado entre 2007 y 2021 quince participaciones consecutivas. Zhao Xintong se había estrenado entre los dieciséis mejores tras el Campeonato del Reino Unido y fue, de entre todos los jugadores, el único que debutaba en esta competencia. John Higgins, por su parte, batió con su vigesimoctava participación el récord de veintisiete que hasta entonces compartía con Jimmy White y Steve Davis.
Yan Bingtao llegó a Londres como defensor del título conseguido al derrotar a Higgins por diez a ocho en la final de la edición anterior. Perdió, sin embargo, ante Mark Williams en la primera ronda. Neil Robertson se proclamó campeón por segunda vez gracias a su triunfo por 10-4 ante Barry Hawkins en la final. Era su texto trofeo de la Triple Corona y se convirtió así en el décimo jugador que lograba hacerse con el Masters en más de una ocasión. Los jugadores amasaron un total de veintiséis centenas; la más alta, de 139, fue obra de Stuart Bingham, que la tejió en su derrota en primera ronda frente a Kyren Wilson.

## Organización

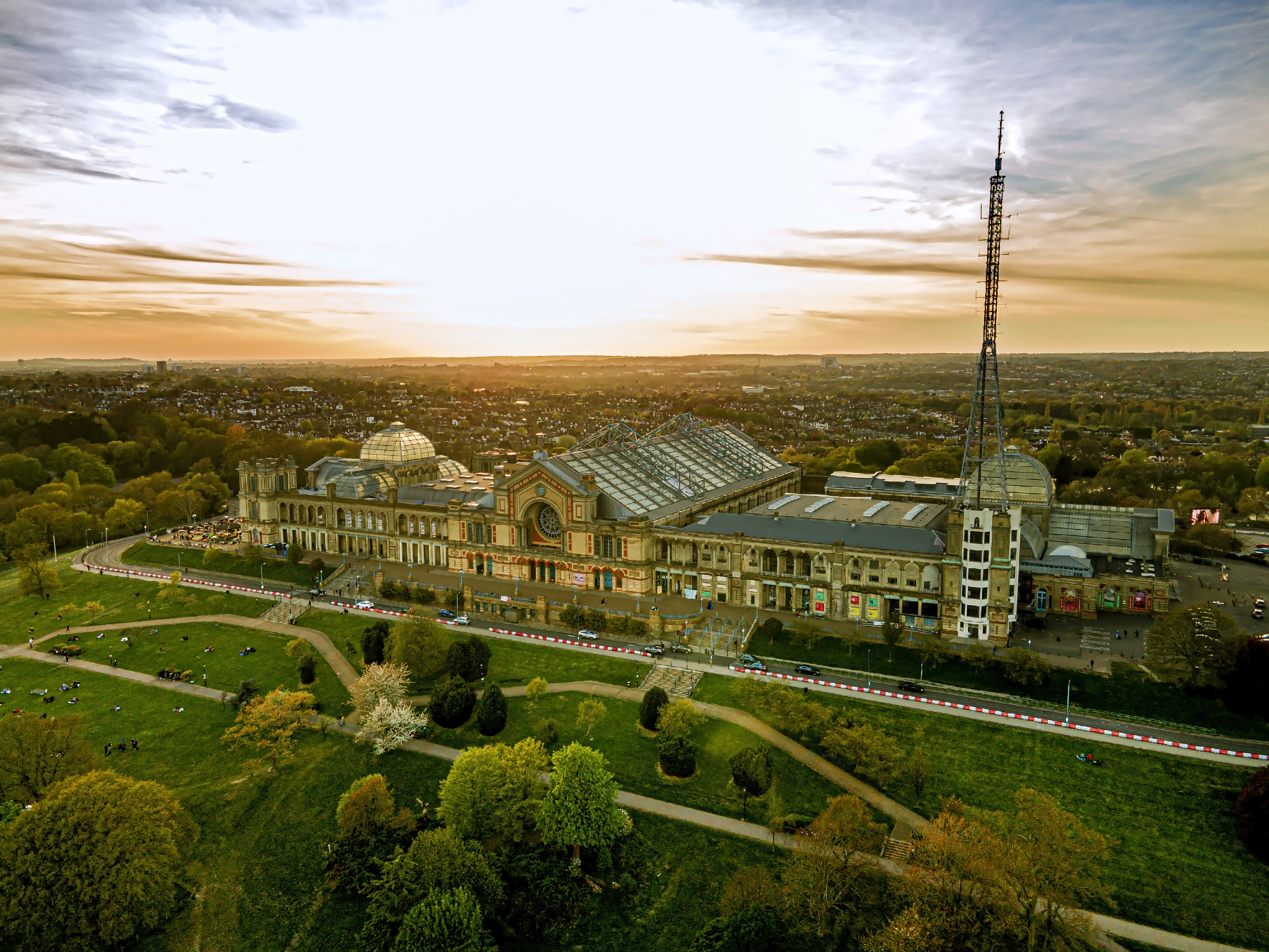
El torneo regresó al Alexandra Palace de Londres tras una ausencia de un año a causa de la pandemia de COVID-19

El Masters es un torneo de snooker al que se accede por invitación y que se celebra desde 1975. Organizada por el World Snooker Tour, la de 2022 fue la cuadragésima octava edición, así como la segunda cita de la Triple Corona de la temporada 2021-22 de snooker, tras el Campeonato del Reino Unido de 2021 y antes del Campeonato Mundial de Snooker de 2022. El torneo, que se celebró entre el 9 y el 16 de enero de 2022, regresó al Alexandra Palace de Londres después de que en 2021 lo hubiese acogido el Marshall Arena de Milton Keynes por las dificultades derivadas de la pandemia de COVID-19. Los partidos se jugaron al mejor de once mesas en todas las fases salvo la final, en la que se amplió el número hasta un máximo de diecinueve, repartidas en dos sesiones. La cita contó con el patrocinio de Cazoo, empresa británica que se dedica a la reventa de automóviles, que sustituyó a Betfred. En el marco de un acuerdo del World Snooker Tour con McCann Bespoke, los árbitros vistieron trajes diseñados por aquella marca, en un intento por darle un lavado de cara a la imagen del torneo.
BBC Sport retransmitió el torneo en el Reino Unido, mientras que Eurosport lo abrió al resto de Europa. La Televisión Central de China y Superstars Online lo emitieron en China y Sky Sport, en Nueva Zelanda; Now TV le aportó comentarios adicionales para Hong Kong, mientras que DAZN se encargó de hacerlo llegar a Canadá, Brasil y Estados Unidos. En el resto del mundo, pudo seguirse la retransmisión ofrecida por Matchroom Sport.

### Participantes
Participaron en el torneo los jugadores que al cabo del Campeonato del Reino Unido, celebrado en diciembre de 2021, estaban entre los dieciséis mejores del mundo. Yan Bingtao, que en la edición de 2021 se había impuesto a John Higgins en la final por diez mesas a ocho, llegaba como defensor del título, y accedió como primera cabeza de serie. A los otros siete primeros jugadores se les concedió un lugar fijo en el cuadro, de tal forma que ni Yan ni ellos pudieran enfrentarse en primera ronda, y se sortearon los emparejamientos con los otros ocho participantes.
Tanto Higgins como Ronnie O'Sullivan se mostraron disconformes con la fecha de corte elegida para seleccionar a los participantes, y apuntaron que Luca Brecel no se había clasificado a pesar de haberse colado entre los dieciséis mejores jugadores del ranking una semana antes del Masters gracias a su triunfo en el Abierto de Escocia de 2021. Zhao Xintong, de estreno en uno de los dieciséis mejores puestos por su éxito en el Campeonato del Reino Unido, fue el único jugador de la edición en debutar. Ding Junhui, campeón de 2011, atesoraba hasta la fecha una racha de quince participaciones consecutivas entre 2007 y 2021, pero se cayó del top-16 tras el Campeonato del Reino unido y se quedó fuera del Masters por primera vez desde 2006, cuando tenía 18 años. Higgins, por su parte, se hizo con un nuevo récord: esta era su vigesimoctava participación, de modo que superaba las veintisiete de Jimmy White y Steve Davis.

### Premios
El ganador se llevó 250 000 libras esterlinas, de un total de 725 000, que se repartieron de la siguiente manera:
- campeón: 250 000
- subcampeón: 100 000
- semifinalistas: 60 000
- cuartofinalistas: 40 000
- octavofinalistas: 15 000
- tacada más alta: 15 000

## Desarrollo del torneo

### Primera ronda

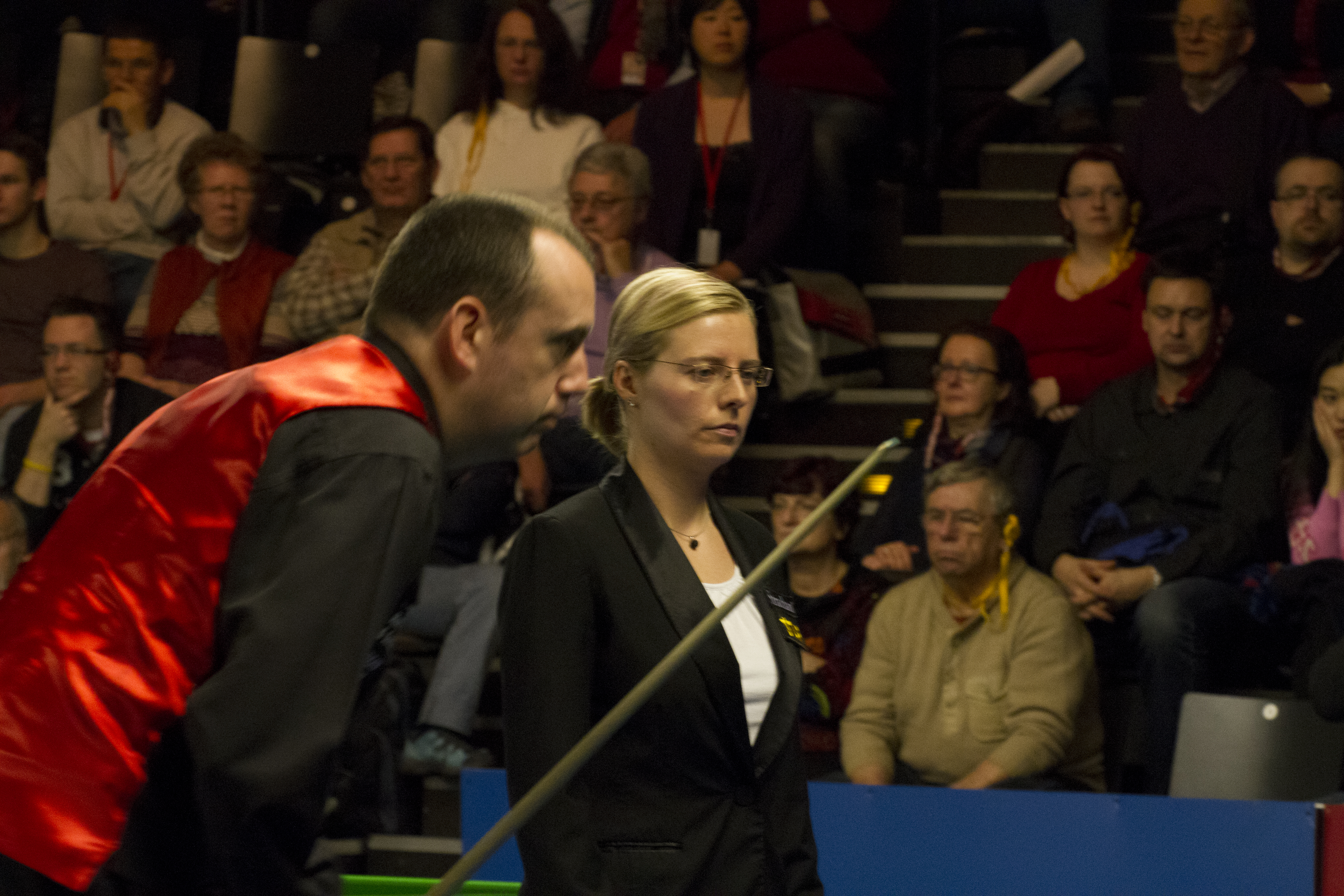
Mark Williams (en la imagen) derrotó a Yan Bingtao, defensor del título, en primera ronda

La primera ronda se disputó entre el 9 y el 12 de enero de 2022, con partidos al mejor de once mesas. En el inaugural, Yan, vigente campeón, se midió con Mark Williams, que en cinco de sus últimas seis participaciones en el Masters había caído en primera ronda. Aunque el jugador chino se fue al primer minidescanso entre sesiones con una ventaja de 3-1, el galés le respondió con cuatro mesas consecutivas y se puso 5-3 por delante. Aunque Yan tejió una tacada de 122 puntos para asegurarse la novena mesa, Williams cerró el partido en la décima (6-4) con una suya de 85. Ya por la noche, Neil Robertson, campeón en 2012 pero que había caído en primera ronda en sus dos últimas participaciones, se enfrentó a Anthony McGill. El partido comenzó con un intercambio de tiros defensivos y transcurrieron doce minutos antes de que se entronerara la primera roja. Si bien McGill empezó fuerte, con una tacada de 78 en la primera mesa y una centena en la tercera, Robertson se aprovechó de sus errores para hacerse tanto con la segunda como con la cuarta y luego hiló una tacada de 95 en la quinta y se puso 3-2 por delante. El escocés le empató luego a tres con una entrada de 75 puntos, pero no le afectó y encadenó tres mesas seguidas para sellar la victoria por seis a tres.
Ya el día siguiente, por la tarde, Higgins, dos veces campeón, se enfrentó a Zhao, que debutaba en el Alexandra Palace. El escocés abrió el partido con una centena, y Zhao le respondió con una limpieza de 128 puntos en la segunda mesa. Higgins, sin embargo, encadenó luego tres mesas consecutivas, una de ellas con su segunda centena del partido, y puso el 4-1 en el marcador. El encuentro lo cerró (6-2) con una tacada de 78 puntos. Durante el enfrentamiento, el árbitro, Jan Verhaas, cometió un error y recolocó la bola verde en el punto de la amarilla; un miembro del público le advirtió el error y lo subsanó de inmediato. Por la noche, Shaun Murphy, campeón de 2015, midió fuerzas con Barry Hawkins. Aunque se hizo con una ventaja inicial de 2-1, Hawkins aceleró y se llevó cinco mesas consecutivas para sellar la victoria (6-2). De esta forma, y a pesar de que el cara a cara histórico seguía siendo favorable a Murphy (10-4), había perdido sus tres encuentros de Masters contra Hawkins. Los comentaristas apuntaron que parecía molesto del cuello, el hombro y la espalda, dolores que el propio Murphy había asegurado de antemano que estaban mermando su capacidad de entrenar y rendir en los torneos.
En la tercera tarde, fue O'Sullivan, siete veces campeón, quien se vio las caras con Jack Lisowski; en las gradas estaba Ronnie Wood, amigo de su tocayo. Aunque ganó la primera mesa, Lisowski respondió con una centena para llevarse la segunda. En la tercera, Lisowski falló un tiro cortado con la verde, lo que le permitió a su rival empezar una entrada que acabaría siendo de 86; más tarde, él mismo admitió que aquel fallo había supuesto un punto de inflexión en el partido. O'Sullivan, de hecho, hiló otra tacada de 63 para poner el 3-1 antes del descanso, y reanudó el partido con una limpieza de 127 y entradas de 64 y 125 para firmar el triunfo (6-1). De este modo, Lisowski, que había disputado ya tres ediciones del Masters, tan solo había logrado ganar cuatro mesas. Ese mismo día, más tarde, el vigente campeón y tres veces ganador del trofeo, Mark Selby, se enfrentó a Stephen Maguire. La primera mesa, que se prolongó durante tres cuartos de hora, fue a parar finalmente a manos de Selby, y los jugadores fueron intercalando luego mesas hasta llegar al descanso con un dos a dos. Tras el parón, sin embargo, todo cambió, y fue Selby quien se aseguró cuatro de las últimas mesas, lo que le dio la victoria por seis a tres.
Los dos últimos partidos de la primera ronda llegaron hasta la mesa decisiva. Judd Trump, campeón de 2019, se había perdido la edición anterior después de su positivo en COVID-19, y hubo de medirse esta vez a Mark Allen, vencedor de la de 2018. Ambos se mostraron acertados en la faceta anotadora en las dos primeras mesas: la primera fue a parar a manos de Trump con una entrada de 101, y Allen se aseguró la segunda con una de 92. Al descanso, el partido estaba empatado a dos. A la reanudación, Trump se adelantó con una tacada de 88, pero Allen ganó las dos siguientes mesas y se puso 4-3; en la octava, parecía que iba a ensanchar aun más su ventaja, pues Trump necesitaba un snooker cuando apenas quedaba una roja sobre la mesa, pero este lo consiguió, Allen no logró sobreponerse y la bola blanca se perdió por una de las troneras, lo que le permitió a su rival remontar y empatar a cuatro. En la novena, Trump cogió la ventaja una vez más con una entrada de 135, pero Allen selló una décima mesa plagada de errores de ambos jugadores y forzó la decisiva. En esta última, Allen llevaba una tacada de 23 puntos, pero cometió una falta cuando intentaba elevarse por encima del grupo de rojas con el rest; Trump le remontó veinticinco puntos y ganó el partido (6-5) con una entrada de 62.

### Cuartos de final

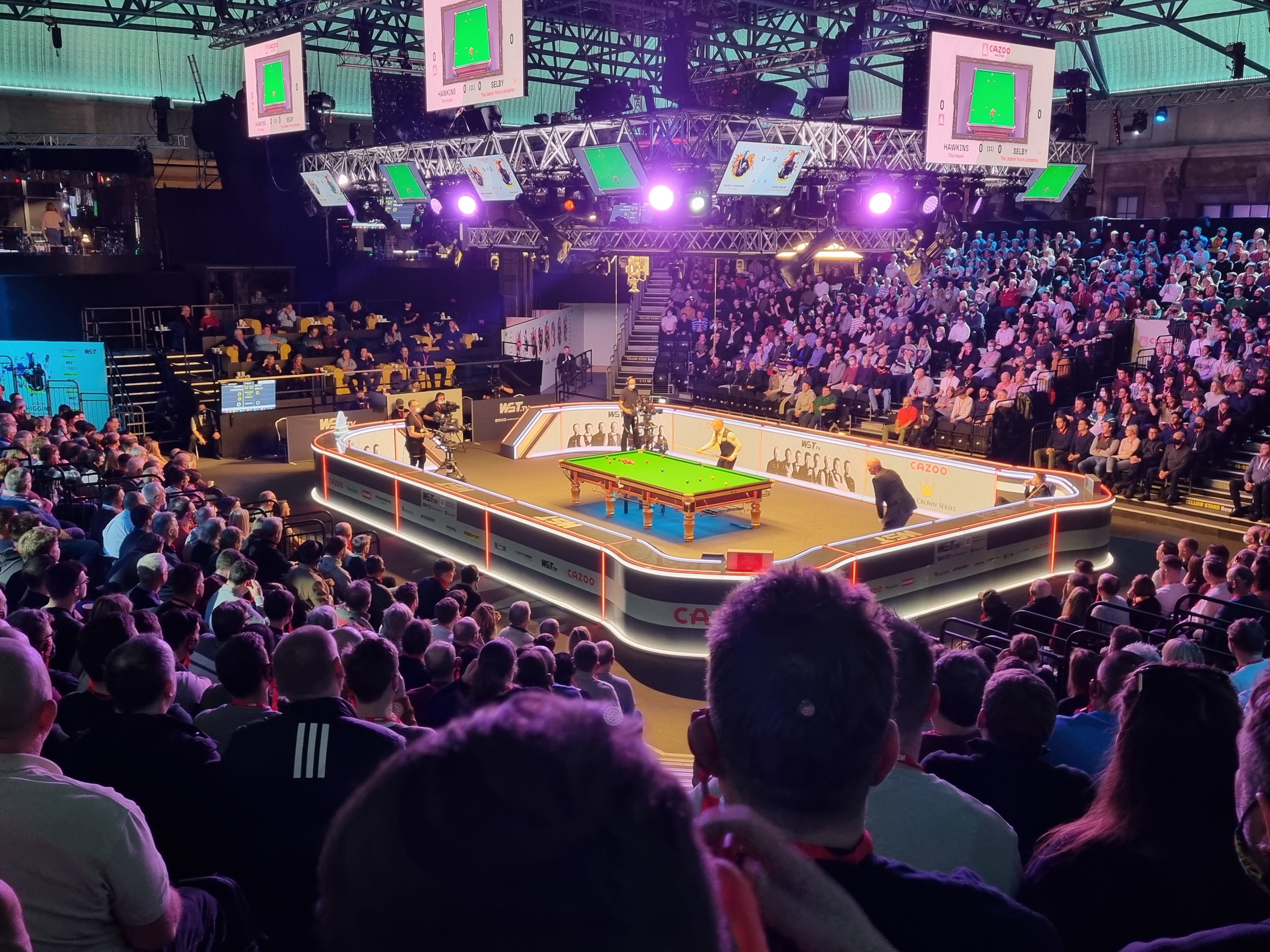
Barry Hawkins (en la imagen, tomada durante el torneo) selló una victoria (6-1) contra Mark Selby.

Los cuartos de final se disputaron el 13 y 14 de enero con partidos al mejor de once mesas. Entre los cuartofinalistas, había seis campeones —O'Sullivan, Williams, Higgins, Robertson, Trump y Selby— y dos sucampeones: Hawkins había perdido contra O'Sullivan en 2016 y Wilson había caído ante Allen en 2018. Robertson dio comienzo al primero de estos partidos con 202 puntos consecutivos sin respuesta por parte de O'Sullivan; entre ellos, hubo una tacada de 119 para poner el 2-0. O'Sullivan se recompuso y ganó la tercera mesa y la cuarta (2-2). Siguió Robertson con la quinta y de nuevo O'Sullivan con una tacada de 102 puntos, la octogésima de su carrera en el Masters. El australiano contestó con una entrada de 130 para sellar la séptima mesa y una de 68 de O'Sullivan en la octava puso el empate a cuatro. Sin embargo, Robertson amarró las dos siguientes y puso fin al partido (6-4). En la entrevista que siguió al enfrentamiento, el ganador comentó lo complicado que era enfrentarse a O'Sullivan en el Masters: «Consigue echarse al público a la espalda y te ves delante de dos mil personas que no paran de gritar». Confesó, en cualquier caso, que su debut en la competición había llegado ante Jimmy White, de modo que ya sabía cómo responder ante ese tipo de situaciones.
Higgins abrió su partido contra Williams con una tacada de 126 en la primera mesa, y también se llevó la segunda. El galés le respondió con tres consecutivas, con una entrada de 116 puntos en la tercera, para ponerse 3-2 por delante. Higgins empató luego a cuatro con una de 127. Parecía que iba a retomar la ventaja, pues en la novena mesa llevaba una tacada de 43 puntos, pero entroneró una roja sin querer cuando estaba jugando la negra, lo que le permitió a Williams entrar y llevársela con una de 78. El escocés se aseguró la décima, pero Williams selló la victoria por seis a cinco con una tacada de 91 que le permitió llegar a su primera semifinal del Masters desde la edición de 2010. Según sus propias palabras, la entrada que le dio la victoria fue una de las mejores de toda su carrera.
Trump, por su parte, ganó las dos primeras mesas de su partido contra Wilson con tacadas de 68 y 74. Aunque Wilson se aseguró la tercera con una entrada de 71, perdió la posición en la cuarta cuando llevaba una de 53, lo que le permitió a su rival enlazar cincuenta puntos consecutivos y arrebatársela. En la quinta, Trump volvió a remontar, 45 puntos esta vez, e hiló 76 seguidos para ponerse con tres de ventaja (4-1). También se granjeó la sexta con una tacada de 67 y luego cerró el partido (6-1) en la séptima. Era su quinta victoria consecutiva frente a este rival. Tras el encuentro, dijo: «Estaba desolado por haberme perdido la cita del año pasado, por lo que venía con la determinación de disfrutar esta vez». Wilson, por su parte, admitió que había ganado el que mejor había jugado.
En el último partido, fueron Hawkins y Selby quienes se enfrentaron. Hawkins dio comienzo al encuentro con una tacada de 58 y se fue al descanso con una ventaja de 3-1. A la vuelta, tejió una entrada de 65 puntos que le permitió ponerse con tres de ventaja. También ganó la sexta, en la que se aprovechó de que Selby cometió una falta y dejó una bola libre. El partido terminó 6-1. El vencedor admitió que el resultado le halagaba. La tacada más alta de Selby en todo el enfrentamiento no sobrepasó los 49 puntos, y él mismo dijo que la actuación había sido «patética». En la rueda de prensa pospartido, admitió que había padecido problemas de salud mental durante el torneo. Gary Wilson, también jugador profesional, le aplaudió por abrirse a hablar sobre su depresión en público.

### Semifinales

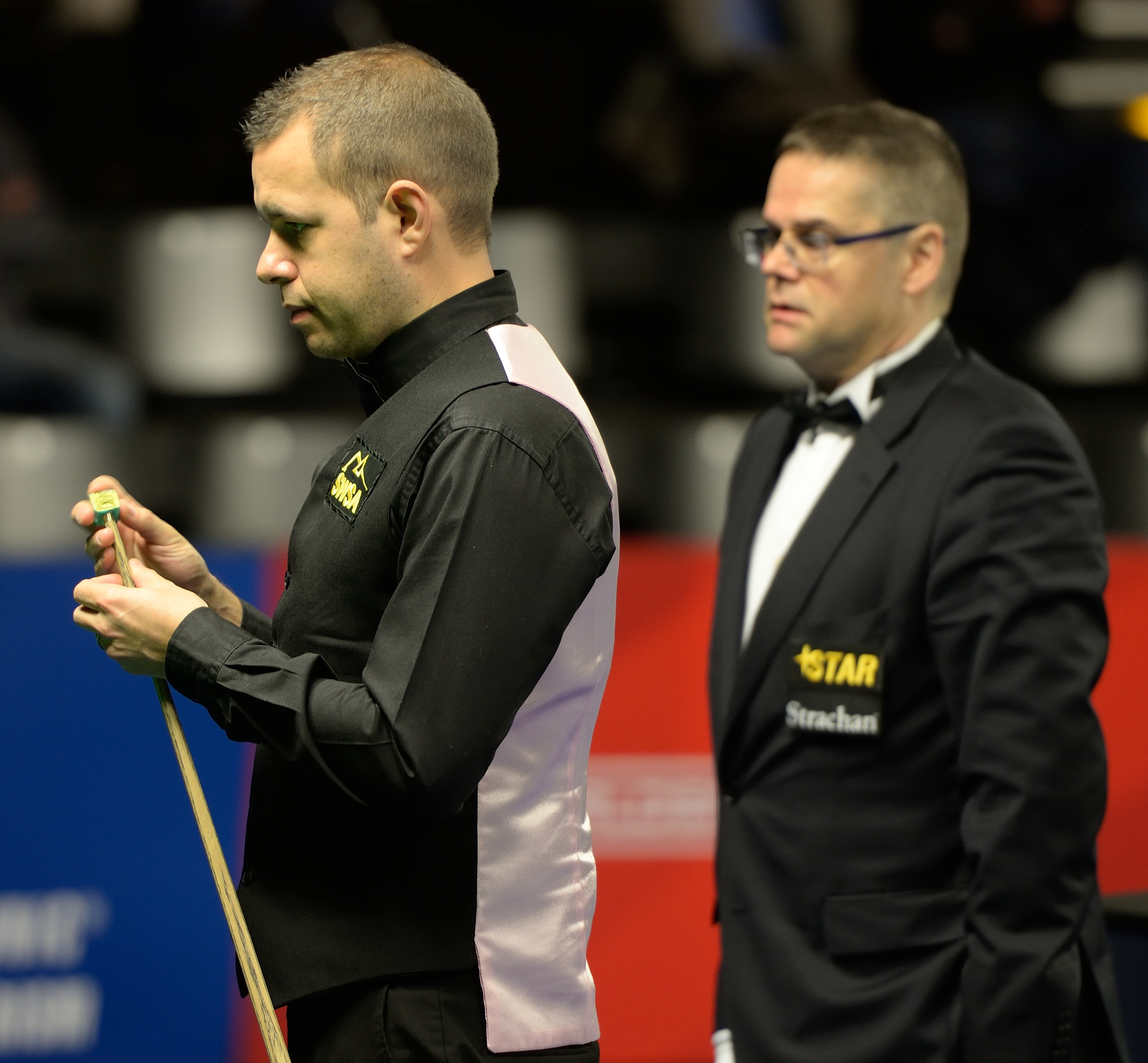
Barry Hawkins (a la izquierda) llegó a la final del Masters por segunda vez en su carrera

Los partidos de semifinales se disputaron el 15 de enero al mejor de once mesas. Robertson, que se enfrentaba a Williams en semifinales, abrió el partido con una centena que le dio la primera mesa, pero se fue al descanso 1-3 por detrás. Sin embargo, con tacadas de 83, 95 y 119, se hizo con tres de las siguientes cuatro y forzó la mesa decisiva. Gracias a un fluke, Williams llegó a ir 67-26 en aquella mesa decisiva cuando apenas quedaba una roja sobre el tapete, de modo que su rival necesitaba dos snookers. Tras un tiro, la negra quedó cubriendo una de las troneras y la roja cerca de ella, situación que el australiano aprovechó para lograr el primero de los dos snookers que necesitaba. Más adelante, cuando Williams había de conectar con la amarilla, no acertó a imprimir el efecto necesario sobre la blanca y tocó la verde, lo que hizo que Robertson se llevase otros cuatro puntos por la penalización. El australiano limpió luego la mesa y ganó 6-5, en lo que calificó como la «mejor remontada» de su carrera. El World Snooker Tour situó el encuentro en el primer puesto de la lista titulada «Los mejores diez partidos de 2022».
En la segunda semifinal, se vieron las caras Hawkins y Trump. Aunque Hawkins se llevó la primera mesa tras un largo intercambio de tiros defensivos, Trump le empató gracias a una tacada de 86. También ganó el tercero con una de 63, pero luego le contestó Hawkins con dos seguidas y se puso con una ventaja de 3-2. Tras la quinta mesa, hubo de detenerse el partido para reparar una de las troneras. Una vez reanudado, Hawkins amasó su segunda centena del torneo, de 124, pero Trump le ganó las dos siguientes mesas y le igualó a cuatro. Una entrada de 54 puntos le permitió a Trump tomar la delantera por primera vez en todo el partido, pero su rival se aseguró la décima y abocó el encuentro a la mesa decisiva, que también ganó con una tacada de 58. Era la duodécima vez que se enfrentaban, y el cara a cara quedó igualado a seis tras esta victoria de Hawkins.

### Final

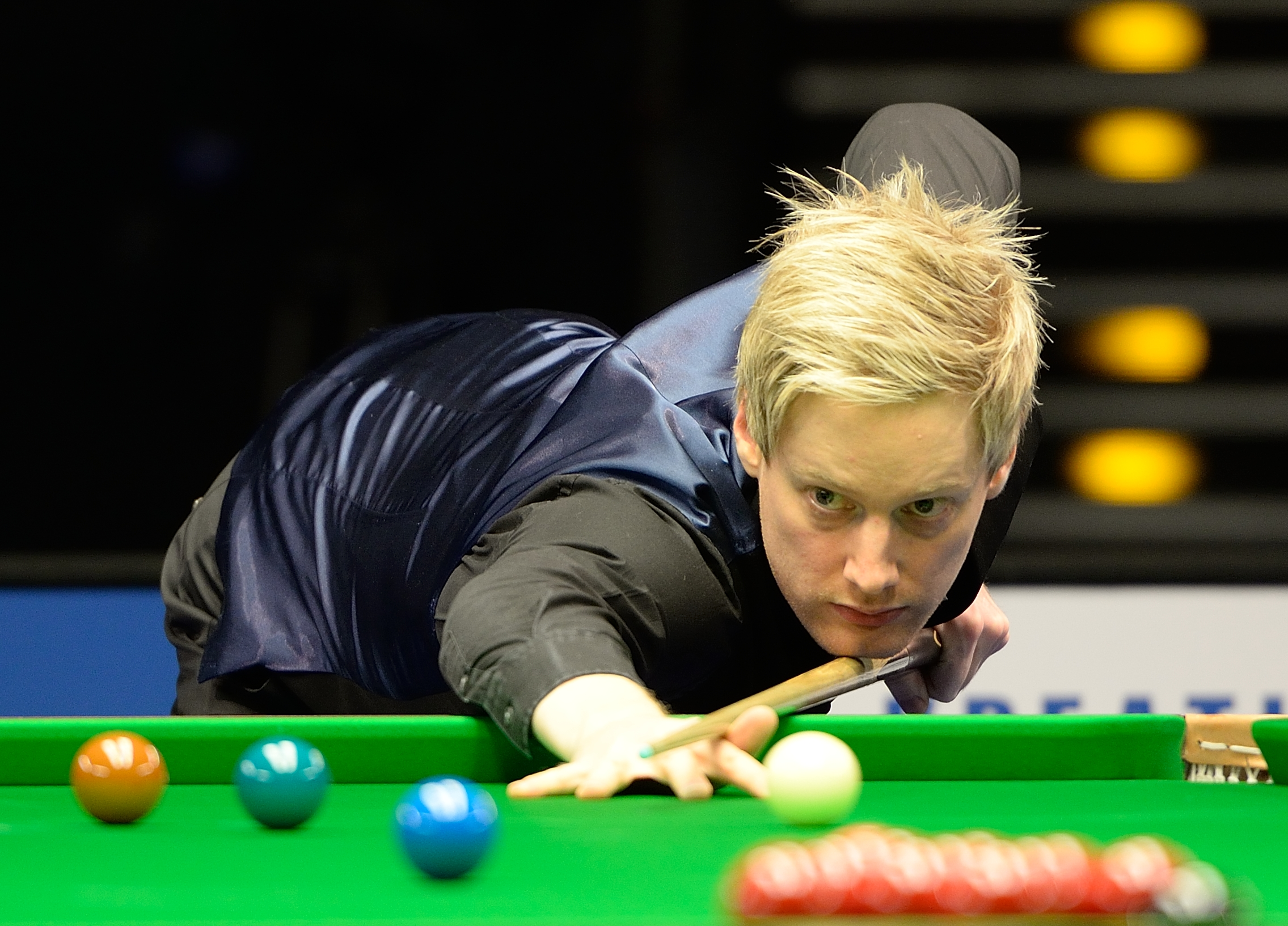
Neil Robertson levantó su segundo trofeo del Masters gracias a su victoria (10-4) ante Barry Hawkins

La final, en la que Robertson y Hawkins se disputaron el triunfo, se jugó al mejor de diecinueve mesas, repartidas en dos sesiones, el 16 de enero. A cargo del arbitraje estuvo la búlgara Desislava Bozhilova, que se estrenaba en una final de una cita de la Triple Corona. Hawkins amarró la primera mesa, pero Robertson le respondió con tacadas de 50 y 105 para llevarse la segunda y la tercera. El inglés ganó el cuarto y puso el empate a dos antes de enfilar los vestuarios para el primer descanso. La quinta mesa trajo consigo un punto de inflexión en el duelo: Hawkins, que estaba en una entrada de sesenta puntos, falló la última roja, que de haber desaparecido por una de las troneras habría dejado a su rival con la necesidad de lograr un snooker. Se desencadenó a continuación un intercambio de tiros defensivos y en uno de ellos cometió una falta al tocar la bola verde con la manga; la colegiada le concedió a Robertson una bola libre y este aprovechó para limpiar la mesa y ganarla. También ganó el australiano la sexta mesa con dos tacadas de 54 y se puso por primera vez en todo el partido con dos de ventaja (4-2). Aunque el inglés le arrebató la séptima, Robertson tejió una entrada de 73 en la octava y última mesa de la sesión para restablecer la diferencia de dos (5-3).
A la vuelta, ya en la segunda sesión, los jugadores se repartieron las dos primeras mesas: Robertson ganó la novena con una tacada de 50 y Hawkins contestó con una de 69 en la décima, la tacada más alta del partido para él. El australiano encadenó a continuación cuatro mesas consecutivas para sellar la victoria (10-4), que le dio su segundo título de Masters. Hasta entonces, apenas nueve jugadores habían logrado esa hazaña, a saber: Alex Higgins, Cliff Thorburn, Steve Davis, Stephen Hendry, Paul Hunter, Williams, O'Sullivan, John Higgins y Selby. Era, además, su sexto triunfo en una cita de la Triple Corona, tras sus victorias en el Campeonato Mundial de Snooker de 2010, el Masters de 2012 y los Campeonatos del Reino Unido de 2013, 2015 y 2020. En el camino hacia el triunfo, logró tejer dos centenas y otras seis tacadas de más de cincuenta puntos, mientras que Hawkins apenas superó la media centena en dos ocasiones. El jugador inglés admitió tras el partido que no había estado a la altura durante la final: «He cometido demasiados errores hoy y no te puedes permitir eso contra  alguien como Neil, porque es un jugador fantástico».  Con esta derrota, eran ya tres en citas de la Triple Corona, pues también había caído ante O'Sullivan tanto en el Campeonato Mundial de Snooker de 2013 como en el Masters de 2016.

## Resultados

### Cuadro del torneo
Entre paréntesis, se indica el puesto en el que accedieron al torneo los jugadores que llegaron al Alexandra Palace. Recalcado en negrita figura el ganador de cada partido:
|  | primera ronda (mejor de 11) | primera ronda (mejor de 11) |                    |    | cuartos de final (mejor de 11) | cuartos de final (mejor de 11) |  |  | semifinales (mejor de 11) | semifinales (mejor de 11) |  |  | final (mejor de 19) | final (mejor de 19) |
|  |                             |                             |                    |    |                                |                                |  |  |                           |                           |  |  |                     |                     |
|  |                             |                             |                    |    |                                |                                |  |  |                           |                           |  |  |                     |                     |
|  |                             |                             |                    |    |                                |                                |  |  |                           |                           |  |  |                     |                     |
|  | Yan Bingtao (1)             | 4                           |                    |    |                                |                                |  |  |                           |                           |  |  |                     |                     |
|  | Yan Bingtao (1)             | 4                           |                    |    |                                |                                |  |  |                           |                           |  |  |                     |                     |
|  | Mark Williams (9)           | 6                           |                    |    |                                |                                |  |  |                           |                           |  |  |                     |                     |
|  | Mark Williams (9)           | 6                           | Mark Williams (9)  | 6  |                                |                                |  |  |                           |                           |  |  |                     |                     |
|  |                             |                             | Mark Williams (9)  | 6  |                                |                                |  |  |                           |                           |  |  |                     |                     |
|  |                             | John Higgins (8)            | 5                  |    |                                |                                |  |  |                           |                           |  |  |                     |                     |
|  | John Higgins (8)            | John Higgins (8)            | 5                  | 6  |                                |                                |  |  |                           |                           |  |  |                     |                     |
|  | John Higgins (8)            |                             |                    | 6  |                                |                                |  |  |                           |                           |  |  |                     |                     |
|  | Zhao Xintong (10)           | 2                           |                    |    |                                |                                |  |  |                           |                           |  |  |                     |                     |
|  | Zhao Xintong (10)           | 2                           | Mark Williams (9)  | 5  |                                |                                |  |  |                           |                           |  |  |                     |                     |
|  |                             |                             | Mark Williams (9)  | 5  |                                |                                |  |  |                           |                           |  |  |                     |                     |
|  |                             | Neil Robertson (5)          | 6                  |    |                                |                                |  |  |                           |                           |  |  |                     |                     |
|  | Neil Robertson (5)          | Neil Robertson (5)          | 6                  | 6  |                                |                                |  |  |                           |                           |  |  |                     |                     |
|  | Neil Robertson (5)          |                             |                    | 6  |                                |                                |  |  |                           |                           |  |  |                     |                     |
|  | Anthony McGill (16)         | 3                           |                    |    |                                |                                |  |  |                           |                           |  |  |                     |                     |
|  | Anthony McGill (16)         | 3                           | Neil Robertson (5) | 6  |                                |                                |  |  |                           |                           |  |  |                     |                     |
|  |                             |                             | Neil Robertson (5) | 6  |                                |                                |  |  |                           |                           |  |  |                     |                     |
|  |                             | Ronnie O'Sullivan (4)       | 4                  |    |                                |                                |  |  |                           |                           |  |  |                     |                     |
|  | Ronnie O'Sullivan (4)       | Ronnie O'Sullivan (4)       | 4                  | 6  |                                |                                |  |  |                           |                           |  |  |                     |                     |
|  | Ronnie O'Sullivan (4)       |                             |                    | 6  |                                |                                |  |  |                           |                           |  |  |                     |                     |
|  | Jack Lisowski (14)          | 1                           |                    |    |                                |                                |  |  |                           |                           |  |  |                     |                     |
|  | Jack Lisowski (14)          | 1                           | Neil Robertson (5) | 10 |                                |                                |  |  |                           |                           |  |  |                     |                     |
|  |                             |                             | Neil Robertson (5) | 10 |                                |                                |  |  |                           |                           |  |  |                     |                     |
|  |                             | Barry Hawkins (11)          | 4                  |    |                                |                                |  |  |                           |                           |  |  |                     |                     |
|  | Judd Trump (3)              | Barry Hawkins (11)          | 4                  | 6  |                                |                                |  |  |                           |                           |  |  |                     |                     |
|  | Judd Trump (3)              |                             |                    | 6  |                                |                                |  |  |                           |                           |  |  |                     |                     |
|  | Mark Allen (12)             | 5                           |                    |    |                                |                                |  |  |                           |                           |  |  |                     |                     |
|  | Mark Allen (12)             | 5                           | Judd Trump (3)     | 6  |                                |                                |  |  |                           |                           |  |  |                     |                     |
|  |                             |                             | Judd Trump (3)     | 6  |                                |                                |  |  |                           |                           |  |  |                     |                     |
|  |                             | Kyren Wilson (6)            | 1                  |    |                                |                                |  |  |                           |                           |  |  |                     |                     |
|  | Kyren Wilson (6)            | Kyren Wilson (6)            | 1                  | 6  |                                |                                |  |  |                           |                           |  |  |                     |                     |
|  | Kyren Wilson (6)            |                             |                    | 6  |                                |                                |  |  |                           |                           |  |  |                     |                     |
|  | Stuart Bingham (15)         | 5                           |                    |    |                                |                                |  |  |                           |                           |  |  |                     |                     |
|  | Stuart Bingham (15)         | 5                           | Judd Trump (3)     | 5  |                                |                                |  |  |                           |                           |  |  |                     |                     |
|  |                             |                             | Judd Trump (3)     | 5  |                                |                                |  |  |                           |                           |  |  |                     |                     |
|  |                             | Barry Hawkins (11)          | 6                  |    |                                |                                |  |  |                           |                           |  |  |                     |                     |
|  | Shaun Murphy (7)            | Barry Hawkins (11)          | 6                  | 2  |                                |                                |  |  |                           |                           |  |  |                     |                     |
|  | Shaun Murphy (7)            |                             |                    | 2  |                                |                                |  |  |                           |                           |  |  |                     |                     |
|  | Barry Hawkins (11)          | 6                           |                    |    |                                |                                |  |  |                           |                           |  |  |                     |                     |
|  | Barry Hawkins (11)          | 6                           | Barry Hawkins (11) | 6  |                                |                                |  |  |                           |                           |  |  |                     |                     |
|  |                             |                             | Barry Hawkins (11) | 6  |                                |                                |  |  |                           |                           |  |  |                     |                     |
|  |                             | Mark Selby (2)              | 1                  |    |                                |                                |  |  |                           |                           |  |  |                     |                     |
|  | Mark Selby (2)              | Mark Selby (2)              | 1                  | 6  |                                |                                |  |  |                           |                           |  |  |                     |                     |
|  | Mark Selby (2)              |                             |                    | 6  |                                |                                |  |  |                           |                           |  |  |                     |                     |
|  | Stephen Maguire (13)        | 3                           |                    |    |                                |                                |  |  |                           |                           |  |  |                     |                     |
|  | Stephen Maguire (13)        | 3                           |                    |    |                                |                                |  |  |                           |                           |  |  |                     |                     |

### Final
| Al mejor de 19 mesas. Alexandra Palace (Londres), 16 de enero. Árbitra: Desislava Bozhilova |                    |                    |                    |                             |                             |                    |                    |                    |                    |                    |                    |
| Neil Robertson (5)                                                                          | Neil Robertson (5) | Neil Robertson (5) | Neil Robertson (5) | 10-4                        | 10-4                        | Barry Hawkins (11) | Barry Hawkins (11) | Barry Hawkins (11) | Barry Hawkins (11) | Barry Hawkins (11) | Barry Hawkins (11) |
| Sesión de tarde: 5-3                                                                        |                    |                    |                    |                             |                             |                    |                    |                    |                    |                    |                    |
| Mesa                                                                                        | 1                  | 2                  | 3                  | 4                           | 5                           | 6                  | 7                  | 8                  | 9                  | 10                 | 11                 |
| Robertson                                                                                   | 30                 | 112 (50)           | 105 (105)          | 20                          | 77                          | 108 (54, 54)       | 33                 | 73 (73)            | —                  | —                  | —                  |
| Hawkins                                                                                     | 60                 | 7                  | 0                  | 65                          | 67 (60)                     | 16                 | 67                 | 16                 | —                  | —                  | —                  |
| Sesión de noche: 5-1                                                                        |                    |                    |                    |                             |                             |                    |                    |                    |                    |                    |                    |
| Mesa                                                                                        | 1                  | 2                  | 3                  | 4                           | 5                           | 6                  | 7                  | 8                  | 9                  | 10                 | 11                 |
| Robertson                                                                                   | 76 (50)            | 14                 | 72 (68)            | 62                          | 114 (114)                   | 77                 | —                  | —                  | —                  | —                  | —                  |
| Hawkins                                                                                     | 4                  | 75 (69)            | 0                  | 16                          | 11                          | 0                  | —                  | —                  | —                  | —                  | —                  |
| Neil Robertson (5)                                                                          | Neil Robertson (5) | Neil Robertson (5) | Neil Robertson (5) | 10-4                        | 10-4                        | Barry Hawkins (11) | Barry Hawkins (11) | Barry Hawkins (11) | Barry Hawkins (11) | Barry Hawkins (11) | Barry Hawkins (11) |
| 114                                                                                         | 114                | 114                | 114                | tacada más alta             | tacada más alta             | 69                 | 69                 | 69                 | 69                 | 69                 | 69                 |
| 2                                                                                           | 2                  | 2                  | 2                  | centenas                    | centenas                    | 0                  | 0                  | 0                  | 0                  | 0                  | 0                  |
| 8                                                                                           | 8                  | 8                  | 8                  | tacadas de más de 50 puntos | tacadas de más de 50 puntos | 2                  | 2                  | 2                  | 2                  | 2                  | 2                  |
| Neil Robertson se proclama campeón del Masters de 2022                                      |                    |                    |                    |                             |                             |                    |                    |                    |                    |                    |                    |

## Centenas
Los jugadores consiguieron amasar un total de veintiséis centenas durante el torneo. La más alta fue obra de Bingham, una de 139 en su derrota en la primera ronda ante Wilson. Así se distribuyeron:
- 139, 132 — Stuart Bingham
- 135, 101, 101 — Judd Trump
- 130, 119, 119, 114, 105, 102 — Neil Robertson
- 128 — Zhao Xintong
- 127, 126, 104, 100 — John Higgins
- 127, 125, 102 — Ronnie O'Sullivan
- 124, 103 — Barry Hawkins
- 122 — Yan Bingtao
- 116, 104 — Mark Williams
- 115 — Anthony McGill
- 104 — Jack Lisowski